# Isleños
Isleños (illencs, en català) és el nom amb què es coneixen a Amèrica els descendents dels canaris que van emigrar al continent americà. Els principals països d'acollida són Veneçuela i Cuba, encara que també podem trobar colònies 'isleñas' al sud dels EUA, Puerto Rico, Uruguai, etc.
Molts d'aquests isleños es reunixen a les Cases de Canàries repartides per les ciutats i pobles més importants d'Amèrica que tenen una població de descendents canaris importants (l'Havana, Caracas, etc.).

## 'Isleños' alsEUA
En 1731 famílies canàries van fundar la ciutat de San Antonio (Texas) i en l'actualitat existeix una menuda colònia de descendents.

Altres emigrants canaris es van assentar a la vall de Louisiana, a la desembocadura del riu Mississipi entre 1778 i 1783. L'aïllament geogràfic els va permetre preservar l'idioma i tradicions canàries. La major part dels isleños continuen parlant castellà amb dialecte canari en l'actualitat.
També hi ha colònies d'isleños a Florida.

### Comunitats 'isleñas' a Louisiana

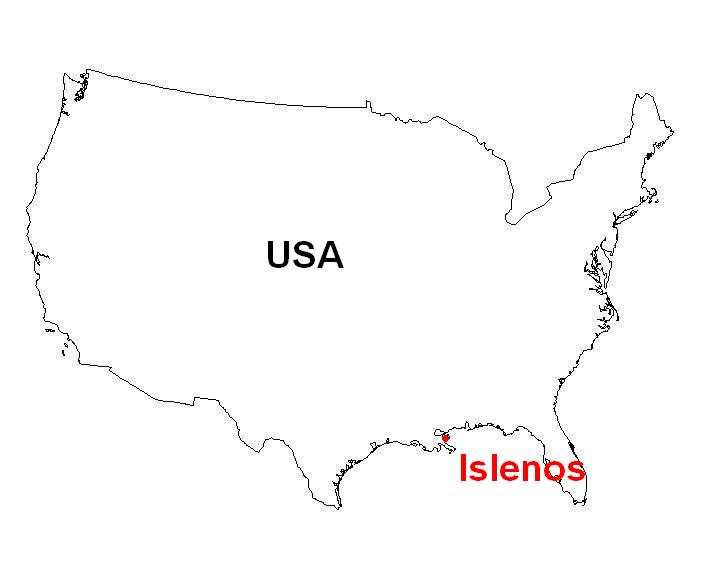
Isleños

La major part de la comunitat isleña de Lousiana es concentra en la població de St. Bernard Parish (Parròquia de Sant Bernat), on mantenen les tradicions pròpies del poble canari. Altres illencs es van assentar en la zona de Nova Orleans. Un important nombre d'illencs va patir les conseqüències de l'huracà Katrina el 2005. Els isleños segueixen mantenint les seues arrels canàries, organitzant viatges a les Illes Canàries tots els anys així com mantenint un museu en el qual mostren el patrimoni cultural de les illes. El contacte entre les comunitats isleñas i el poble canari és cada vegada més estret, afavorit per les autoritats de la comunitat autònoma.
Les comunitats isleñas són:
- Delacroix Island, Louisiana
- Wood Lake
- Reggio
- Yscloskey
- Shell Beach
- Hopedale